# Дейлі Колейнг
Дейлі Едвард Колейнг (англ. Dayle Edward Coleing; нар. 23 жовтня 1996, Гібралтар) — гібралтарський футболіст, воротар північноірландського «Гленторана» та національної збірної Гібралтару, який виступає в оренді за гібралтарський клуб «Лінкольн Ред Імпс».

## Клубна кар'єра

### Початок кар'єри та прорив в Європі
У дитинстві Колін грав у юнацькому клубі з Вілтшира під назвою «Вормінстер Гайбері». На той час його батько перебував у Великій Британії, а син —тренувавсяя в академії «Бристоль Роверс». Після повернення до Гібралтару приєднався до клубу «Манчестер 62», у футболці якого дебютував на дорослому рівні у віці 16 років, після чого перебрався до найсильнішого клубу країни «Лінкольн Ред Імпс». Однак вже наступного сезону повернувся до «Манчестера 62», а потім вирушив на навчання до Великої Британії в Університет «Лідс Триніті». Під час навчання в університеті виступав за нижчолігові англійські клуби «Таклі» та «Ліверседж». Протягом цього ж періоду часу побував на перегляді в «Шеффілд Юнайтед» та тренувався з «Гайзлі».
Після завершення навчання в 2017 році Колін повернувся до Гібралтару, щоб приєднатися до «Гібралтар Фенікс», однак заграти в першій команді зміг лише в «Юероп», де протягом сезону 2019/20 років залишався основним воротарем команди. Клубні виступи Колейнга та матчі на міжнародному рівні привернули до нього увагу закордонних клубів, у тому числі й північноірландського «Гленторана». Однак «Юероп» висловила небажання відпускати Дейлі до Північної Ірландії, без виплати відступних у розмірі 50 000 фунтів стерлінгів, посилаючись на коефіцієнти УЄФА, коли заявляли, що «Гленторан» стане «кроком вбік» для воротаря.

### «Гленторан»
Тим не менш, у серпні 2020 року «Гленторан» запропонував відступні за перехід Колейнга в розмірі 50 000 фунтів стерлінгів, а 10 серпня «Юероп» оголосив, що Колейнг покинув клуб. Наступного дня «Гленс» офіційно оголосив про перехід, завдяки чому Дейлі став першим гібралтарцем, який грав за північноірландський клуб після Коліна Раміреса в сезоні 1993/94 років. Відстояв «на нуль» у своєму дебютном матчі в Лізі Європи проти «ГБ Торсгавна» (1:0). Незважаючи на те, що у своєму першому сезоні став основним воротарем з деякими вражаючими результатами для клубу та країни, 12 серпня 2021 року його повернули на батьківщину в оренду до «Лінкольн Ред Імпс».

## Кар'єра в збірній
Незважаючи на те, що залучався до національної команди з 2014 року (і з 15 років виступав футбольну збірну не під егідою ФІФА), Колейнг офіційно дебютував у національній збірній Гібралтару 5 вересня 2019 року, вийшов у стартовому складі в поєдинку кваліфікації чемпіонату Європи 2020 проти Данії. Під час навчання в Англії також представляв команду Англійських університетів Півночі. Протягом Ліги націй УЄФА 2020/21 років Колін конкурував за місце основного воротаря з Кайлом Голдвіном, оскільки Гібралтар виграв групу, де їх конкурентами були Ліхтенштейн та Сан-Марино. У березні 2021 року зробив декілька вражаючих сейвів у програному (0:3) поєдинку кваліфікації чемпіонату світу 2022 року проти Норвегії, Колейнг заслужив декілька схвальних відгуків від коментаторів, зокрема й від колишнього нападника збірної Норвегії Яна Оге Фьортофта, який порівняв його гру з Мануелем Ноєром та Яном Облаком.

## Статистика виступів у збірній

### По роках
Станом на 16 листопада 2021
| Гібралтар | Гібралтар | Гібралтар |
| Рік       | Матчі     | Голи      |
| --------- | --------- | --------- |
| 2019      | 4         | 0         |
| 2020      | 3         | 0         |
| 2021      | 8         | 0         |
| Загалом   | 15        | 0         |

### По матчах
| Дата       | Місто            | Господарі  | Результат | Гості       | Турнір                                | Голи | Примітки |
| ---------- | ---------------- | ---------- | --------- | ----------- | ------------------------------------- | ---- | -------- |
| 5-9-2019   | Гібралтар        | Гібралтар  | 0 – 6     | Данія       | Відбір до ЧЄ 2020                     | -6   |          |
| 8-9-2019   | Сьйон            | Швейцарія  | 4 – 0     | Гібралтар   | Відбір до ЧЄ 2020                     | -    | 25'      |
| 10-10-2019 | Приштина         | Косово     | 1 – 0     | Гібралтар   | товариський матч                      | -1   | 46' 58'  |
| 18-11-2019 | Гібралтар        | Гібралтар  | 1 – 6     | Швейцарія   | Відбір до ЧЄ 2020                     | -6   |          |
| 5-9-2020   | Гібралтар        | Гібралтар  | 1 – 0     | Сан-Марино  | Ліга націй УЄФА 2020-2021 - 1-й раунд | -    |          |
| 14-11-2020 | Серравалле       | Сан-Марино | 0 – 0     | Гібралтар   | Ліга націй УЄФА 2020-2021 - 1-й раунд | -    |          |
| 17-11-2020 | Гібралтар        | Гібралтар  | 1 – 1     | Ліхтенштейн | Ліга націй УЄФА 2020-2021 - 1-й раунд | -1   |          |
| 24-3-2021  | Гібралтар        | Гібралтар  | 0 – 3     | Норвегія    | Відбір до ЧС 2022                     | -3   |          |
| 30-3-2021  | Гібралтар        | Гібралтар  | 0 – 7     | Нідерланди  | Відбір до ЧС 2022                     | -5   | 73'      |
| 4-6-2021   | Любляна          | Словенія   | 6 – 0     | Гібралтар   | товариський матч                      | -6   |          |
| 7-6-2021   | Андорра-ла-Велья | Андорра    | 0 – 0     | Гібралтар   | товариський матч                      | -    |          |
| 1-9-2021   | Рига             | Латвія     | 3 – 1     | Гібралтар   | Відбір до ЧС 2022                     | -3   |          |
| 4-9-2021   | Гібралтар        | Гібралтар  | 0 – 3     | Туреччина   | Відбір до ЧС 2022                     | -3   |          |
| 13-11-2021 | Стамбул          | Туреччина  | 6 – 0     | Гібралтар   | Відбір до ЧС 2022                     | -6   |          |
| 16-11-2021 | Гібралтар        | Гібралтар  | 1 – 3     | Латвія      | Відбір до ЧС 2022                     | -3   |          |
| Усього     |                  | Матчів     | 15        |             | Голів                                 | -43  |          |

## Досягнення
«Лінкольн Ред Імпс»
- Прем'єр-дивізіон Гібралтару
  -  Чемпіон (4): 2014/15, 2021/22, 2022/23, 2023/24

- Кубок Гібралтару
  -  Володар (3): 2015, 2022, 2024

- Суперкубок Гібралтару
  -  Володар (1): 2022

«Юероп»
- Кубок Гібралтару
  -  Володар (1): 2019

- Суперкубок Гібралтару
  -  Володар (2): 2018, 2019

«Бруно Мегпіс»
- Кубок Гібралтару
  -  Володар (1): 2025